# Brandt Thomson MO-120-RT-61
Il Mortier 120 mm Rayé Tracté Modèle F1 è un mortaio pesante sviluppato dalla Thomson-Brandt ed usato dall'Esercito Francese. Su licenza viene prodotto anche in Germania, Italia, Paesi Bassi, Brasile e Turchia. Il mortaio è posto su un asse ruotato che lo rende trainabile. L'arma spara proiettili per mortaio standard NATO da 120 mm. Attualmente è prodotto dalla TDA Armaments.

## Sviluppo
La società francese Brandt ha prodotto i mortai della serie 27/31/35 durante gli anni '20-'30 del XX secolo, progetti eccellenti che fissarono in modo definitivo le caratteristiche standard dei mortai militari fino ad oggi, e che vennero largamente adottati e copiati da molti Paesi; tali modelli sono tuttora in servizio in tutto il mondo, sotto varie versioni.
Dopo la Seconda Guerra Mondiale la Casa francese aveva pertanto accumulato una notevole esperienza e cominciò a progettare nuovi modelli di mortai su tale collaudato schema ma con caratteristiche ancora migliori. Era emersa la notevole efficacia dei mortai pesanti da 120mm come validi sostituti dell'artiglieria da campagna nelle formazioni da fanteria e poiché negli anni '50 l'Armée de Terre richiedeva un'arma simile, facile da trasportare e da impiegare, e nacque il Mortier 120-60, un'arma da 120mm ad anima liscia molto simile al Mle 35 ma alleggerita e ridotta per essere usata soprattutto da truppe aerotrasportate e paracadutisti, che sparava una granata da 13kg. a 6600m, prestazioni tali da garantire un sostegno di fuoco estremamente mobile ed efficace.
Successivamente però, vista la bontà del progetto, si pensò di produrre anche un modello a bocca da fuoco rigata che avrebbe avuto prestazioni nettamente più ragguardevoli e che, essendo aerotrasportabile, poteva fornire alla Forza di Impiego Rapido francese (FAR) una capacità di fuoco a lunga gittata immediatamente disponibile, in qualsiasi parte del mondo venisse inviata, pari a quella dell'artiglieria.
La bocca da fuoco venne ispessita e la piastra di appoggio irrobustita, per il resto il progetto restò uguale. Dopo una serie di test e di collaudi, l'arma venne introdotta in servizio nel 1973 come Mortier 120mm RT-61 dove RT sta per Rayé (ad anima rigata) Tracté (trainabile). Immediatamente l'arma si rivelò una delle più avanzate del suo tipo e presentava eccellenti prestazioni a fronte di un accettabile aumento di peso e dimensioni, tuttavia sempre ben gestibili da parte della fanteria e dei veicoli in dotazione a quest'ultima. Prodotto in gran numero, il RT-61 è stato largamente esportato e prodotto su licenza in molti Paesi.

## Tecnica
Il Mle F1 è più complesso rispetto ai mortai tradizionali di pari calibro, avendo la bocca da fuoco rigata per aumentare gittata e precisione. Pur essendo impiegabile esattamente come ogni altra arma della sua categoria, le sue caratteristiche lo rendono un valido sostituto dell'artiglieria tradizionale, avendo prestazioni solo marginalmente inferiori agli obici d'artiglieria, ma col vantaggio di un peso molto minore e di una conseguente mobilità tattica enormemente superiore, e soprattutto di essere direttamente sotto il controllo diretto della fanteria che può così schierarlo rapidamente ottenendo una capacità di fuoco pesante a lunga distanza molto utile, sul piano tattico.
Rispetto ad un mortaio tradizionale come il Mo 120-60, il RT-61 non presenta un bipiede di appoggio: oltre che al perno di culatta fissato alla piastra, la bocca da fuoco poggia su una staffa di sostegno inferiore e sul meccanismo di brandeggio/elevazione a monopiede, incavalcato su una culla oscillante, munita di livella a bolla, che è fissata direttamente al centro dell'assale dell'affusto di traino. Quest'ultimo è provvisto di due ruote a pneumatico ed è regolabile in larghezza mediante un volantino posto sul lato destro. Elevazione e brandeggio sono comandati da due volantini sul lato sinistro della culla, dove è anche presente l'ottica di puntamento.
La bocca da fuoco è provvista di una fitta corrugatura di raffreddamento per quasi tutta la sua lunghezza. Le granate impiegate sono dei tipo standard NATO da 120mm, pesanti 18,7 kg. La gittata può essere aumentata inserendo delle cariche aggiuntive (10 max) sul codolo delle granate, sopra le alette di impennaggio.

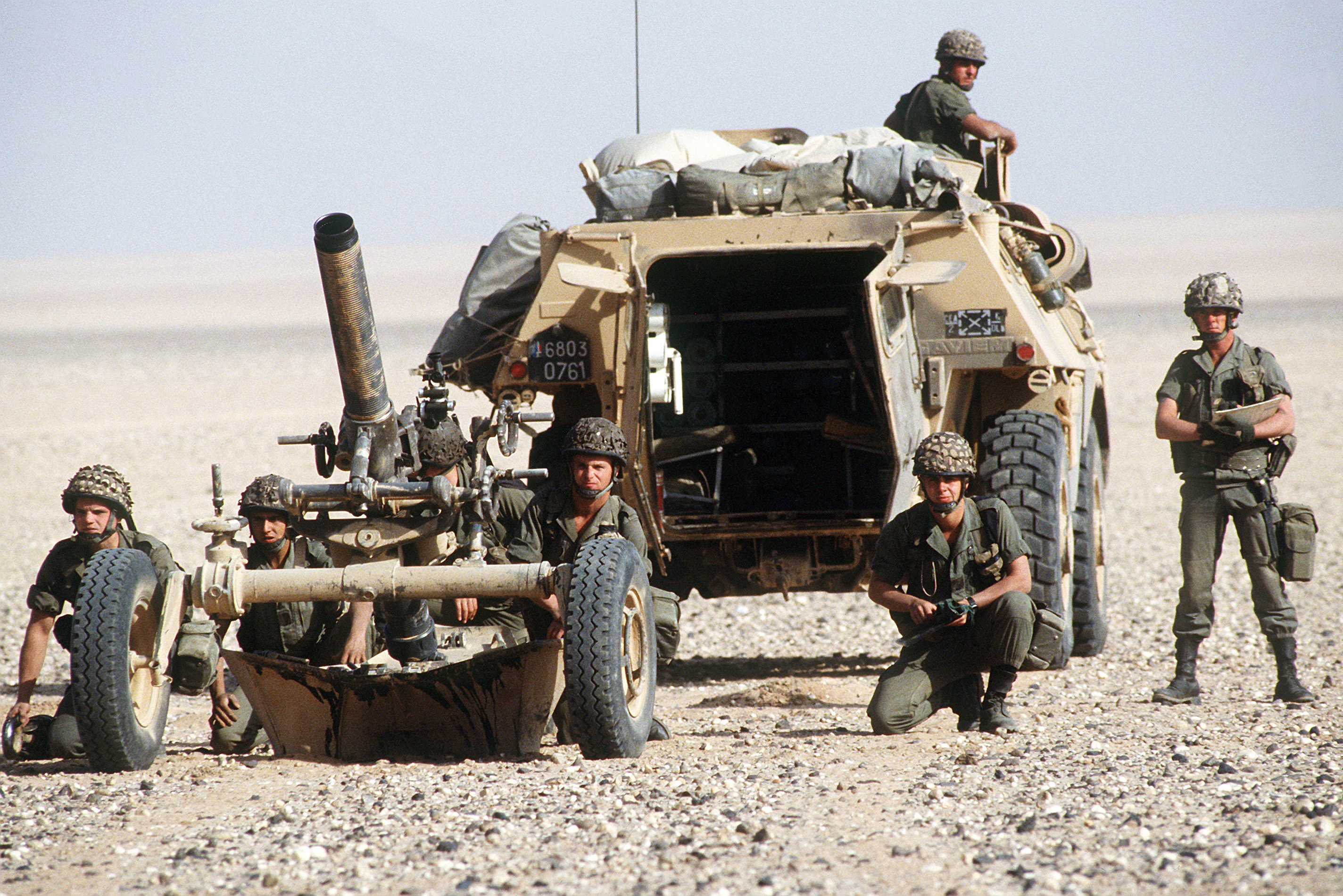
Squadra mortai francese del 2eme REI durante l'Operazione Desert Shield, Kuwait 1991

Come nei modelli precedenti, il caricamento avviene sempre dalla volata, e lo sparo può avvenire per gravità o a comando; tuttavia l'arma entra in azione semplicemente sganciandola dal traino, abbassando la culatta con la piastra di appoggio (montata) ed elevando la bocca da fuoco che poggia sull'assale dell'affusto di traino. La messa in batteria è perciò estremamente rapida; il fatto che l'arma poggi a terra non più mediante un bipiede ma direttamente con le ruote dell'affusto, si è anche dimostrato più stabile.
La squadra di servizio è composta di 6 membri.
Nell'esercito francese è trainato dal blindato VAB, o da un autocarro leggero da 2,5t; è in organico ai reggimenti di fanteria, ai paracadutisti e alla fanteria di marina.

## Impiego operativo
Il RT-61 è stato impiegato in tutti i conflitti e crisi internazionali in cui la Francia è stata coinvolta, ed è stato utilizzato anche da numerosi altri Paesi. Si è dimostrato una delle migliori realizzazioni della sua categoria: versatilità, potenza di fuoco, robustezza e facilità di trasporto sono le principali caratteristiche positive dell'arma francese. Aerotrasportabile da qualsiasi elicottero in ogni ambiente operativo, la sua eccezionale gittata (13.000m con granate autopropulse) e la potenza dei proietti da 18,7 kg. ne fanno un valido sostituto dell'artiglieria da campagna, rispetto alla quale presenta molti vantaggi: dimensioni e peso molto più ridotti, maggiore economia di fabbricazione e d'uso, maggiore rapidità e mobilità, maggiore cadenza di tiro. Più importante ancora è il vantaggio tattico derivante dal fatto che i mortai pesanti sono sotto il diretto controllo della fanteria, cui è assegnato, in ambito NATO, al livello di brigata in una o due compagnie mortai pesanti; può dunque entrare in azione molto più rapidamente su richiesta dei comandanti di battaglione o compagnia, e battere con precisione ed efficacia obiettivi compresi fra i 200 e i 13000 metri.

## Utilizzatori
- Bangladesh
- Belgio
- Brasile
- Colombia
- Francia
- Germania
- Italia
- Giappone
- Paesi Bassi
- Turchia
- Stati Uniti
- Ucraina